# Gobee.bike
Gobee.bike est une entreprise hongkongaise de service de location de vélos en libre-service fonctionnant sur le principe du « vélo flottant » ou flotte libre (pas de station de retrait ni de dépôt).
Lancé en Belgique, en France et en Italie en 2017, le service y est arrêté en Europe début 2018, et est stoppé à Hong Kong en juillet 2018.

## Histoire

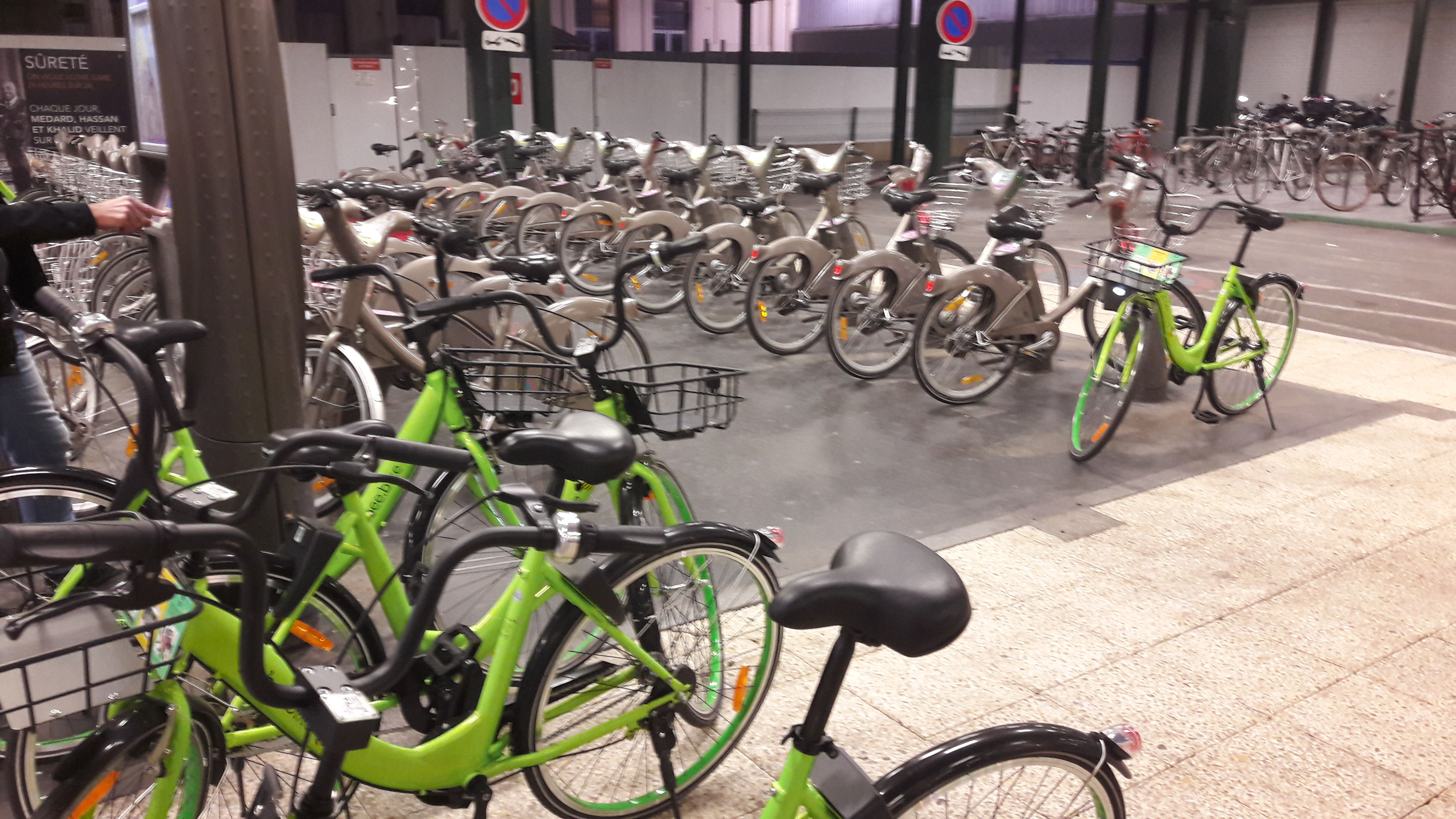
Vélos Gobee.bike et Vélib' à une station Vélib' de la gare de Paris-Austerlitz.

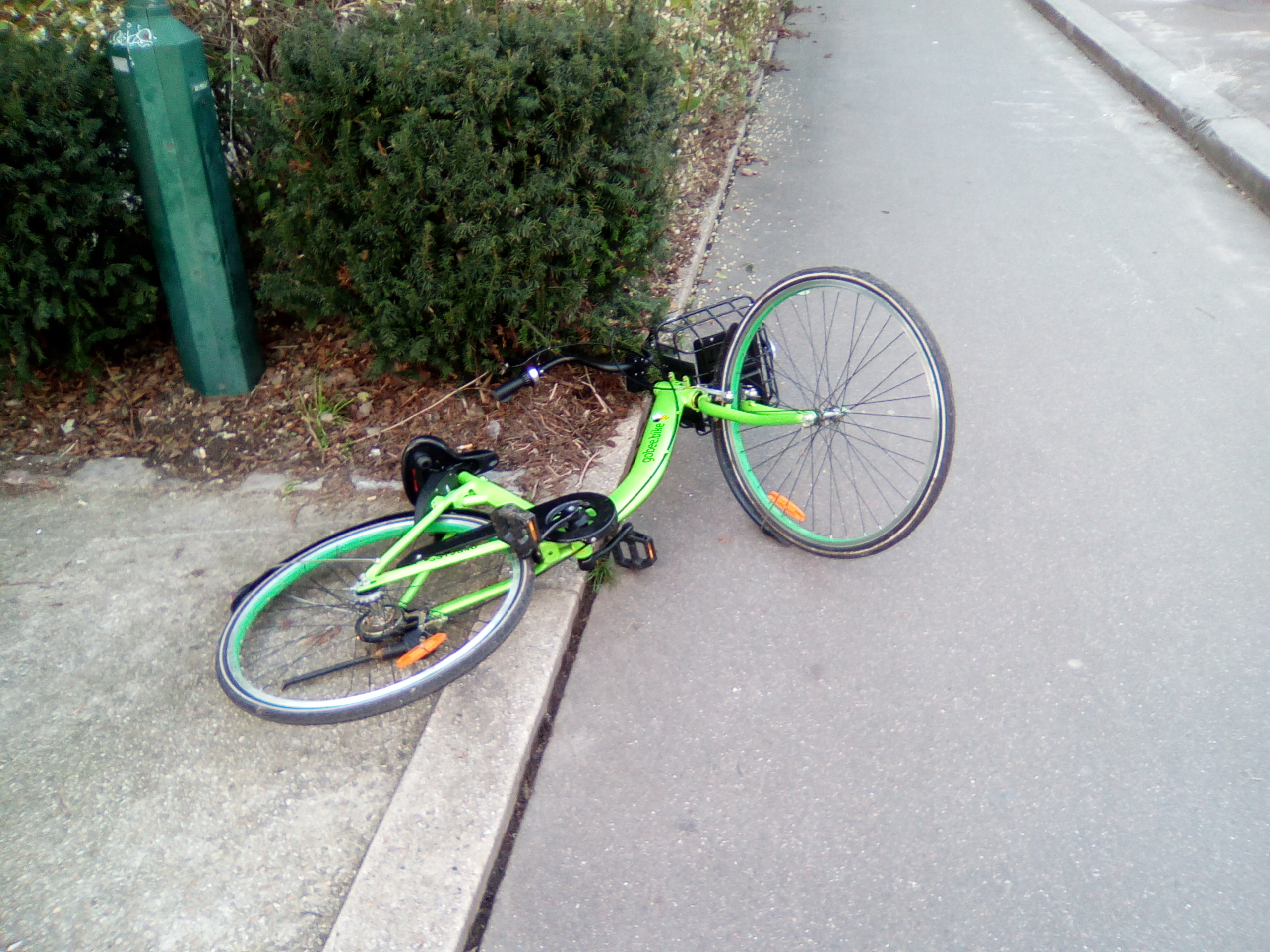
Un Gobee.bike au sol sur la coulée verte René-Dumont.

Le système a d'abord été déployé à Hong Kong en avril 2017. La location y est de 5 HK$ la demi-heure (0,55 €). Parallèlement, l'entreprise lève neuf millions de dollars.
L'entreprise tente ensuite de s'implanter en Europe, en commençant par Lille le 5 octobre 2017 et Bruxelles le 26 octobre. En novembre 2017, France 3 Hauts-de-France révèle qu'un mois après leur arrivée à Lille, de nombreux vélos ont déjà été dégradés ou sont difficiles à trouver.
Après son premier déploiement à Lille, il arrive à Paris le 6 novembre 2017, peu avant oBike et Ofo, deux entreprises originaires de Singapour et de Pékin fonctionnant selon le même principe. Il est déployé ensuite à Reims le 13 novembre de la même année.
Après quelques semaines, l'entreprise décide de retirer les vélos de Reims et de son agglomération, afin, selon elle, d'en améliorer la sécurité ce que l'entreprise confirme le 9 janvier 2018 par courrier électronique à ses utilisateurs. Le même jour par communiqué de presse l'entreprise annonce qu'elle se retire également de Lille et Bruxelles,.
Jean-Louis Missika, membre du Conseil de Paris, annonce que la mairie voudrait réguler les entreprises de vélos sans station en imposant une licence pour leur déploiement.
Le 15 février 2018, la société annonce se retirer d'Italie (Rome, Milan et Turin). Au même moment, plus aucun vélo n'est disponible à Lyon. La presse parle alors de « fiasco »,,,.
Le service est officiellement arrêté en France le 24 février à la suite de la « destruction massive » de la flotte de vélos ne permettant pas de continuer à fonctionner ; Gobee déplore un millier de vélos volés et 3 400 vélos dégradés,. Après son retrait de France, Gobee cède ses vélos résiduels à deux associations de Bagnolet.
Gobee.Bike se met en liquidation le 10 juillet 2018 et met à terme son service à Hong Kong le 17 juillet 2018. L'arrêt du service fait suite à la forte dégradation des vélos.

## Système
Ce service ne repose pas sur un ensemble de stations où il faut prendre et restituer les vélos, le vélo peut être déposé n'importe où. Les vélos sont stationnés dans la ville (sur des parkings à vélo ou sur le trottoir). L'utilisateur peut les localiser en utilisant l'application pour smartphone (Android et iOS). Cette application est également nécessaire pour pouvoir déverrouiller le cadenas bloquant la roue, via un code QR à scanner, présent sur le vélo. Via l'application une caution doit être versée pour avoir accès aux vélos. En France, la demi-heure coûte 0,5 €,.
Le système de localisation et de verrouillage du vélo est alimenté par un panneau solaire, et l'éclairage ne s'allume que lorsque la luminosité ambiante devient faible et que le vélo est en déplacement.
Ce système de location de vélo s'est développé depuis deux ans en Chine et aurait permis de diminuer de 10 % la pollution de l'air de grandes villes comme Shenzhen.
À l'instar de son concurrent direct oBike (en), les vélos Gobee.bike sont mono-vitesse et ont des pneus pleins, donc indégonflables et increvables. Les vélos avec stations (V'Lille et Vélib' Métropole), bien moins chers, en ont trois, de même que les vélos Mobike et Ofo proposés à Paris (plus chers),,,,.